# Grüner Dornfinger
Der Grüne Dornfinger (Cheiracanthium virescens) ist eine Spinne aus der Familie der Dornfingerspinnen (Cheiracanthiidae). Er ist paläarktisch verbreitet sowie xerophil (trockenliebend) und bewohnt bevorzugt offene Habitate (Lebensräume), seine Häufigkeit variiert dabei je nach geographischer Lage. Die Art zählt zu den mittelgroßen Echten Webspinnen (Araneomorphae) und kann neben bräunlichen und wenigen gelblichen Farbanteilen auch grünliche aufweisen, worauf der Trivialname  Grüner Dornfinger Bezug nimmt.
Es handelt sich wie bei allen Dornfingerspinnen (Cheiracanthiidae) um eine nachtaktive Spinne, die ebenso wie andere der Familie den Tag in einem Wohngespinst verbringt, das im Falle dieser Art unter Steinen angelegt wird. Hier bewacht ein zuvor begattetes Weibchen auch seinen Eikokon. Ansonsten ist die Lebensweise des Grünen Dornfingers weitestgehend unerforscht.

## Merkmale

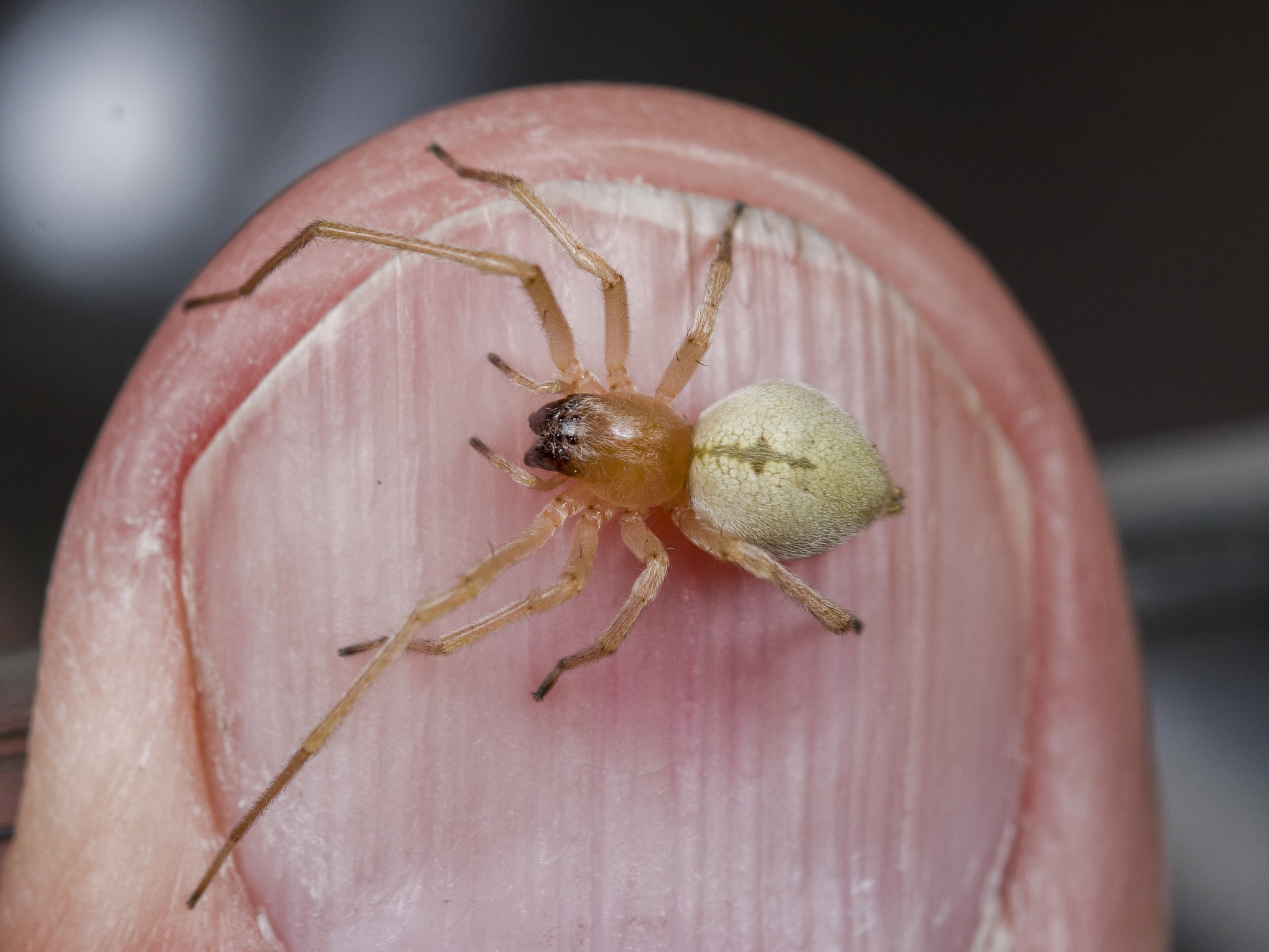
Größenvergleich: Weibchen mit fehlendem Bein auf dem Fingernagel eines menschlichen Daumes

Das Weibchen des Grünen Dornfingers hat laut Sven Almquist (2006) eine Körperlänge von 7,2 bis zu 11 sowie im Durchschnitt 8,6 ± 0,8 Millimetern und das Männchen eine von 5,9 bis zu 7,4 sowie im Durchschnitt 6,6 ± 0,5 Millimetern. Damit ist die Spinne wie viele Echte Dornfinger (Cheiracanthium) eine mittelgroße Vertreterin der Echten Webspinnen (Araneomorphae). Wie bei den meisten Spinnen stehen die acht Augen in zwei Reihen zu je vier. Dabei sind die vorderen medianen (mittleren) Augen am größten und das Augenviereck ist posterior (hinten) am breitesten. Die anteriore (vordere) Augenreihe erscheint frontal betrachtet leicht prokursiv (nach vorne gebogen). Der Clypeus (Abschnitt zwischen den anterioren Augen und dem Carapax) ist eher niedrig und dabei etwa so hoch wie ein einzelnes vorderes medianes Auge. Die Cheliceren (Kieferklauen) verengen sich distal (von der Körpermitte entfernt) abrupt und verlaufen nicht ganz parallel, sondern nach außen gebogen. Im Bereich der Biegung befindet sich in der Mitte ein helles und deutlich abgegrenztes Ovalgebilde. Die Klauenglieder haben eine leicht gebogene Gestalt in drei Farbtönen. Anderweitig gleicht der grundsätzliche Körperbau der Art dem anderer der Gattung.
Der Carapax (Rückenschild des Prosomas, bzw. Vorderkörpers) ist rotbraun gefärbt, wobei der cephale (am Kopf gelegene) Bereich etwas dunkler erscheint. Die Cheliceren haben eine hellbräunliche Färbung, die distal jedoch dunkelbraun ausfällt. Das Sternum (Brustschild des Prosomas) ist hellgelb gefärbt und marginal (randseitig) etwas dunkler. Die Beine weisen eine hellgelbbraune Färbung auf, wobei die Tarsen (Fersenglieder) ebenfalls distal verdunkelt sind. Das Opisthosoma (Hinterleib) ist oberseits rotbraun und der für die Gattung typische anteriore Lanzettfleck dunkelrotbraun gefärbt. Ventral (unten) besitzt das Opisthosoma eine rotbraune Färbung mitsamt einem breiten Medianband, das etwas heller in Erscheinung tritt. Neben diesen Färbungen kann das Opisthosoma eine grünbraune Grundfarbe haben, wovon sich der Trivialname ableiten lässt, auch ist ein gesprenkeltes Erscheinungsbild dieses Körperabschnitts möglich.

Ansichten von Weibchen
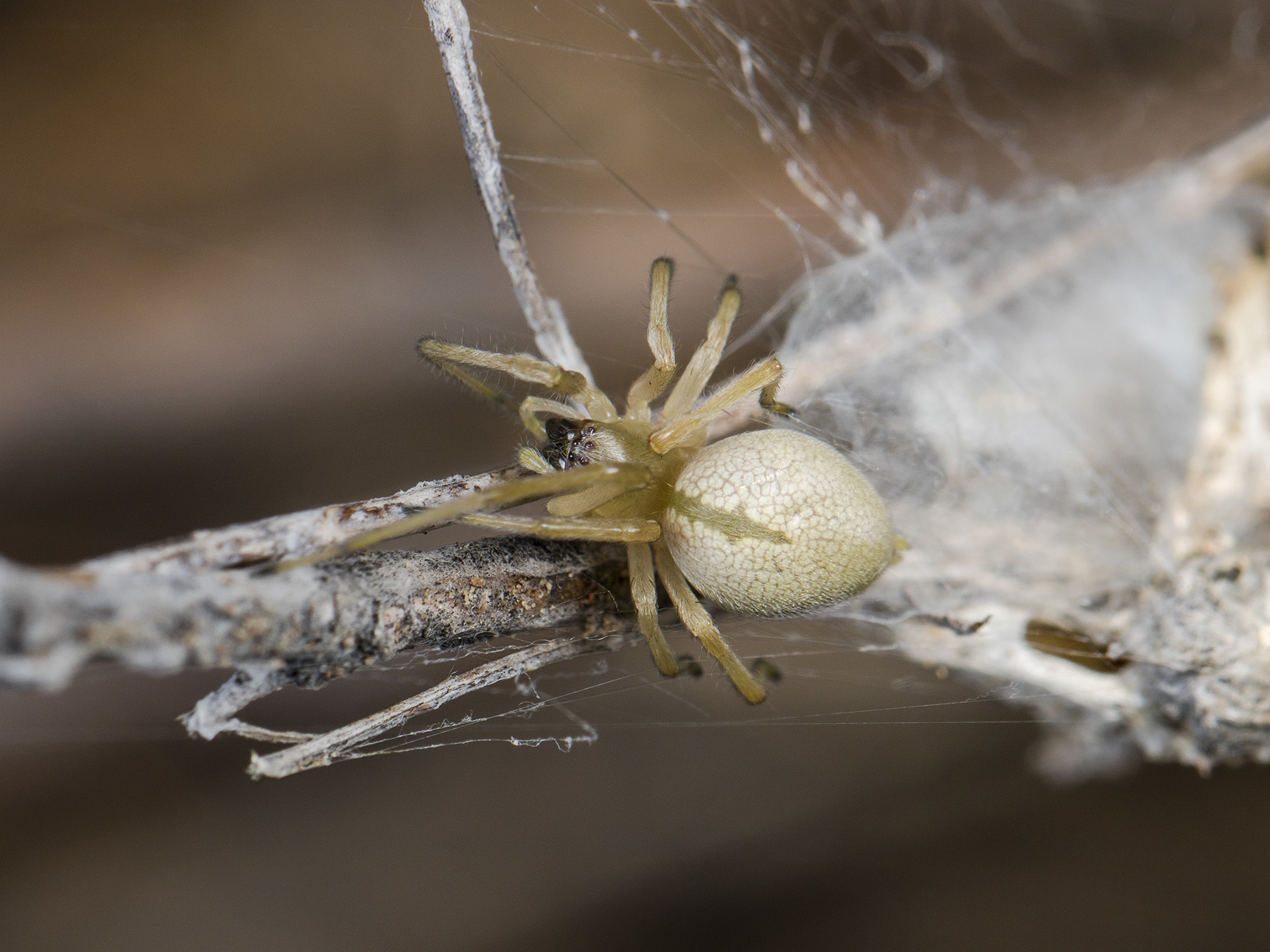
Dorsalansicht
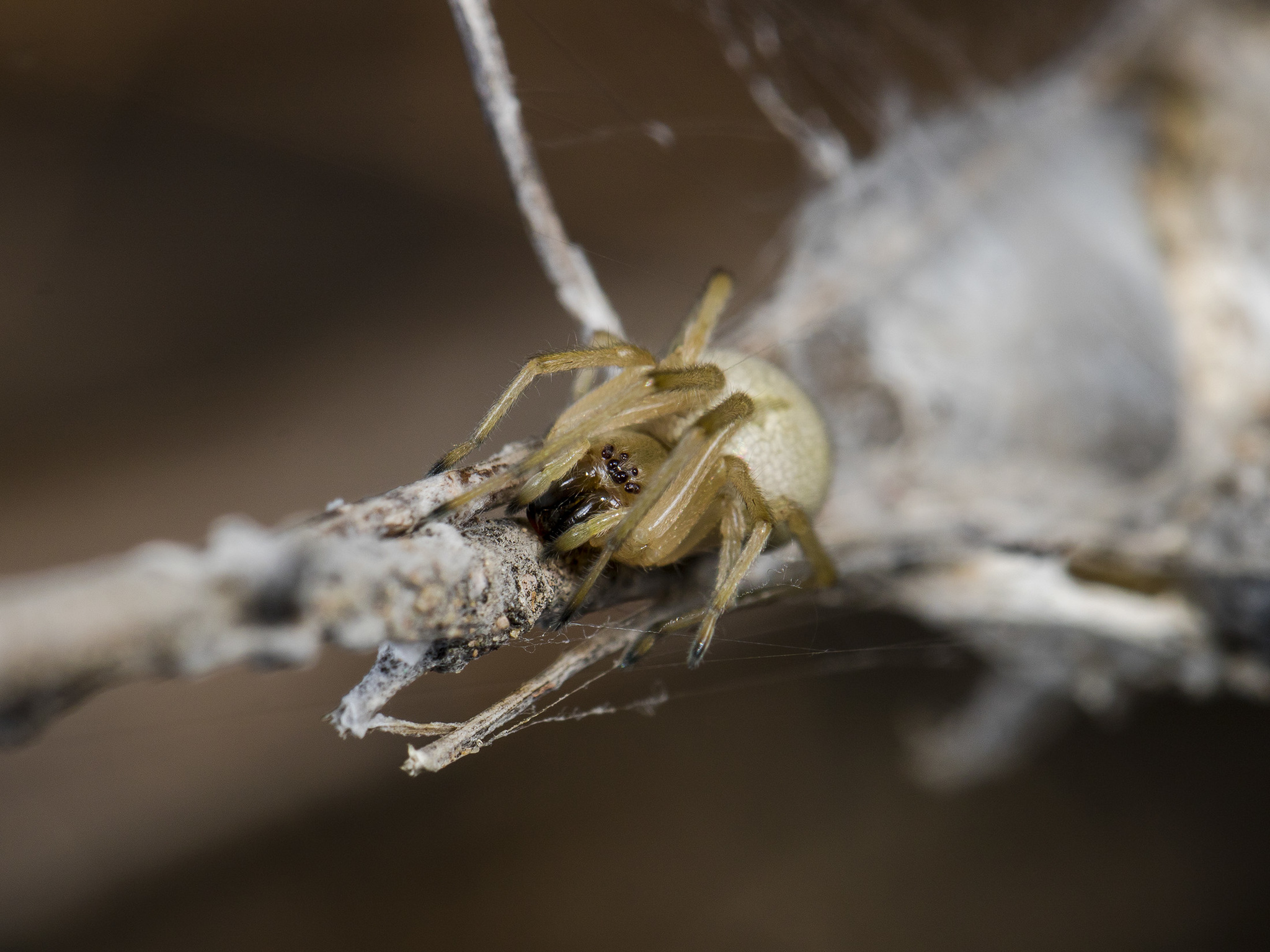
Frontalansicht
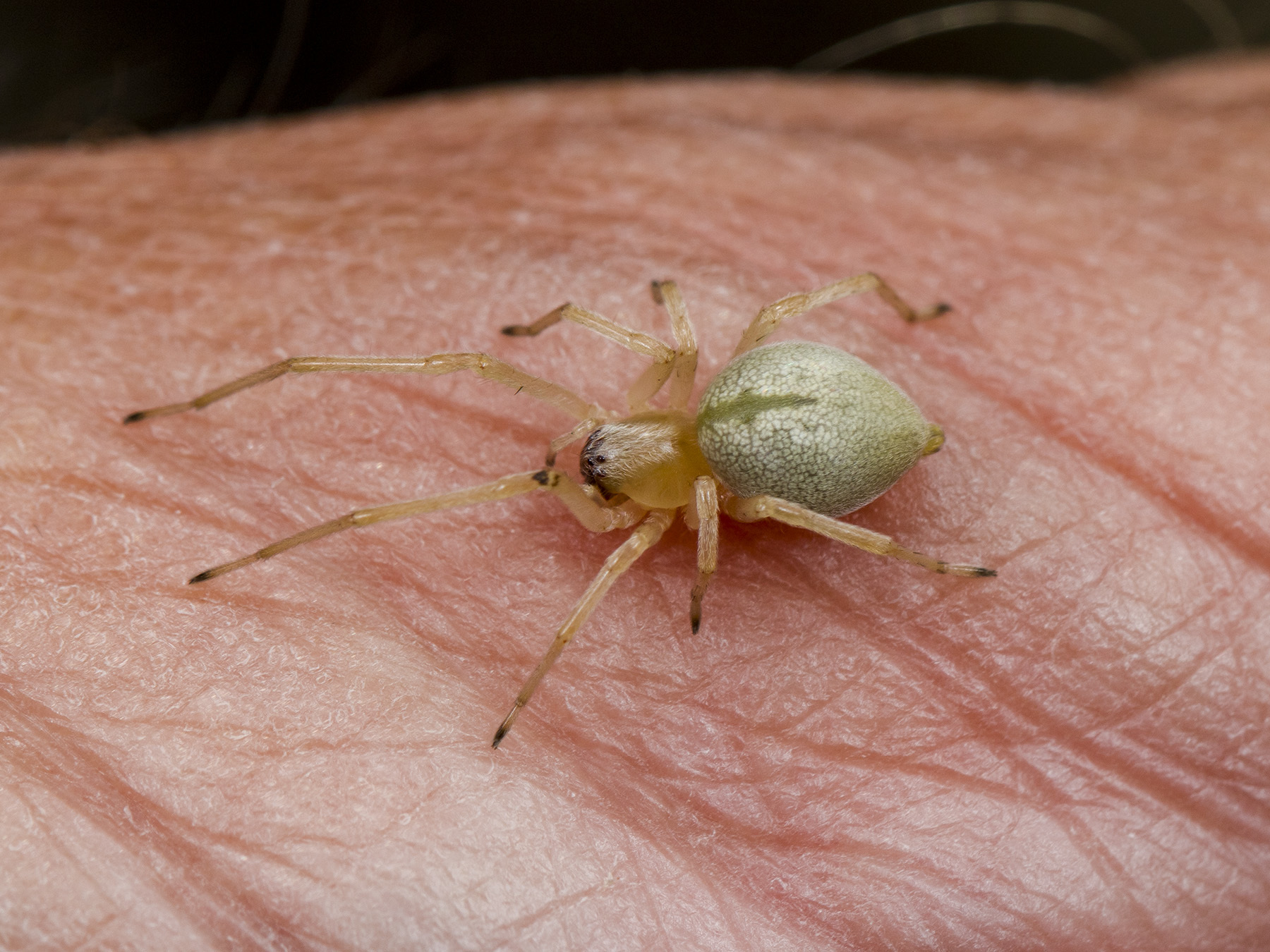
Lateralansicht
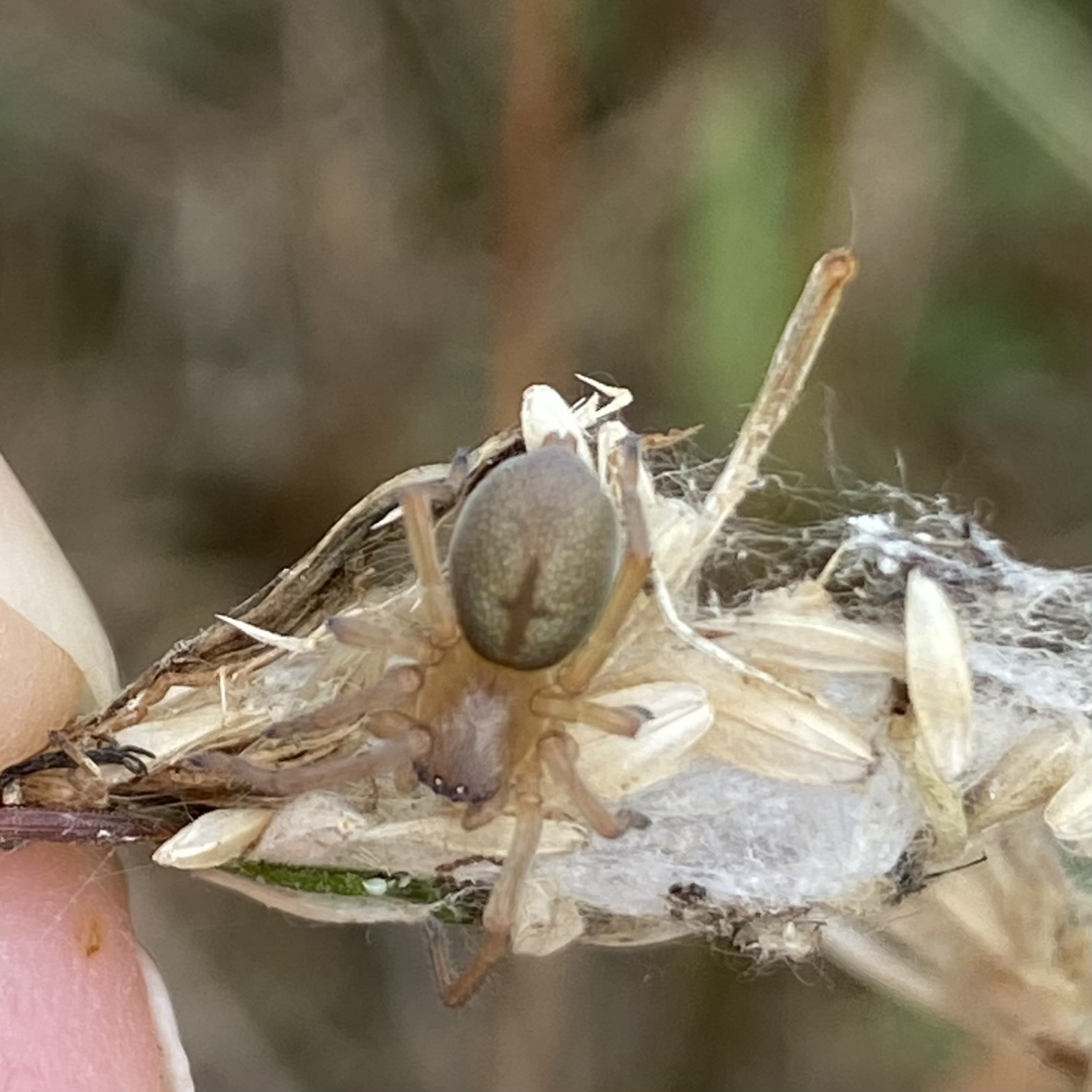
Rückansicht
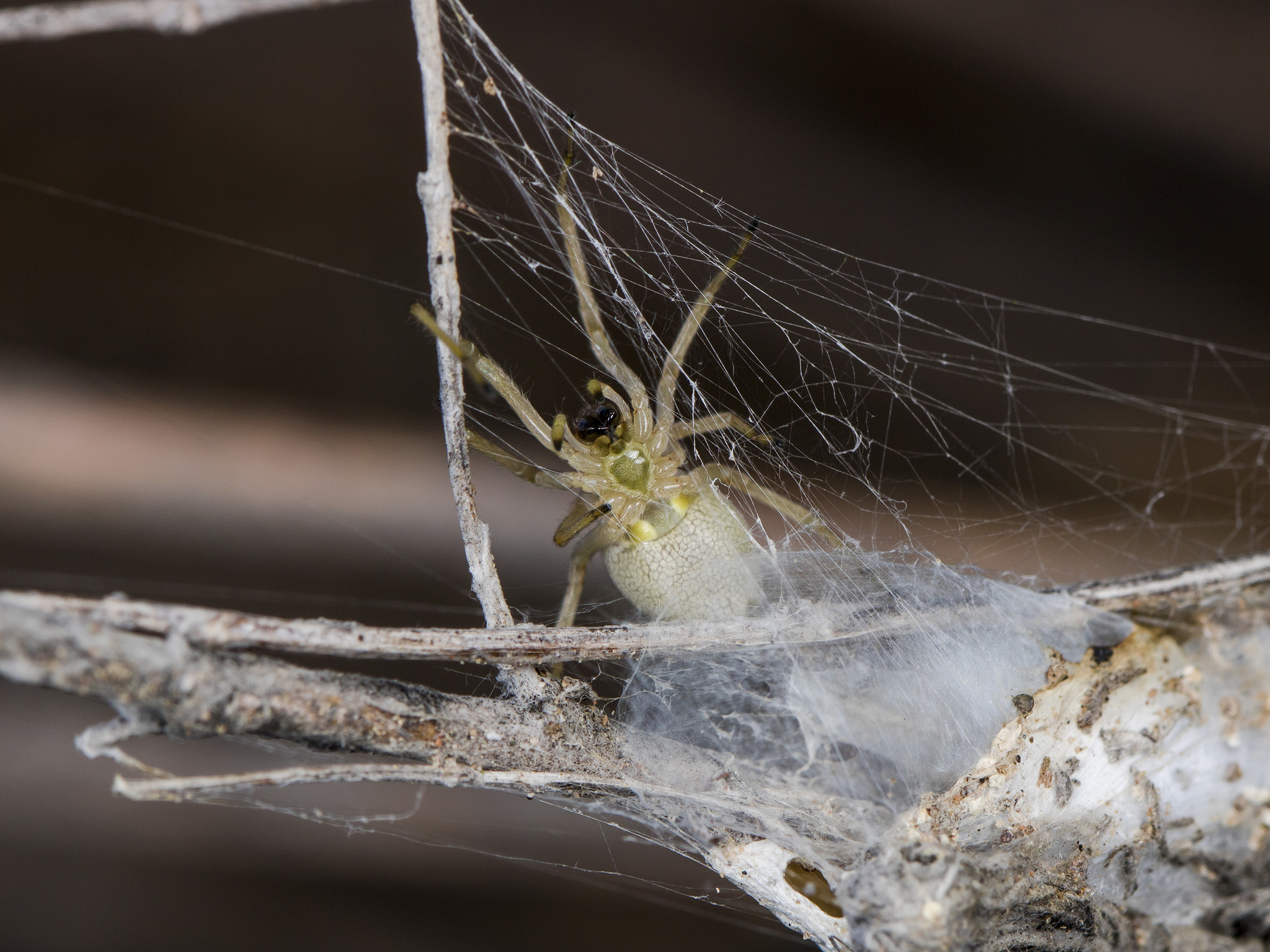
Ventralansicht

### Sexualdimorphismus

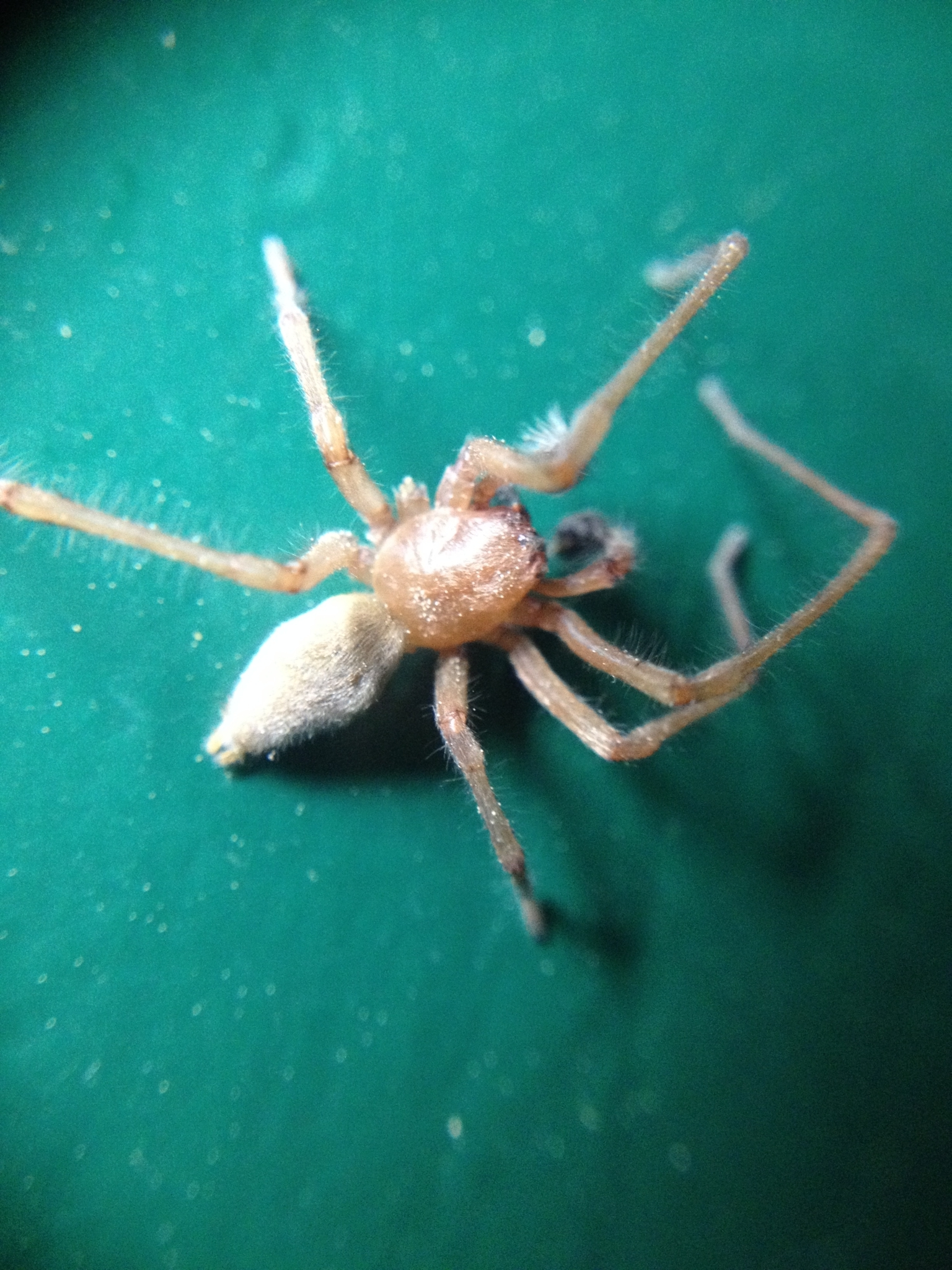
Männchen mit zwei fehlenden Beinen

Der Grüne Dornfinger hat wie viele Spinnen einen erkennbaren Sexualdimorphismus (Unterschied der Geschlechter). Er ist hier jedoch wie auch bei anderen Echten Dornfingern (Cheiracanthium) eher gering ausgeprägt und beschränkt sich auf die Dimensionen beider Geschlechter. So ist beim Weibchen der Carapax 3,2 bis zu 4,78 Millimeter und im Durchschnitt bis zu 2,98 ± 0,33 Millimeter lang sowie 2,5 bis zu 3,78 und durchschnittlich 2,98 ± 0,33 Millimeter breit. Das Verhältnis zwischen Länge und Breite beläuft sich hier auf 1,31 ± 0,06. Außerdem ist der Carapax des Weibchens um 31° geneigt. Beim Männchen hat der Carapax laut den Daten, die Almquist erhoben hat, eine Länge von 2,7 bis zu 3,77 (durchschnittlich 3,32 ± 0,29) sowie eine Breite von 2,28 bis 2,69 (im Durchschnitt 2,39 ± 0,11) Millimetern. Das Längen-Breiten-Verhältnis beträgt hier 1,34 ± 0,06 und die Neigung des Carapax 14°.

Ansichten von Männchen (teilweise mit fehlendem Bein)
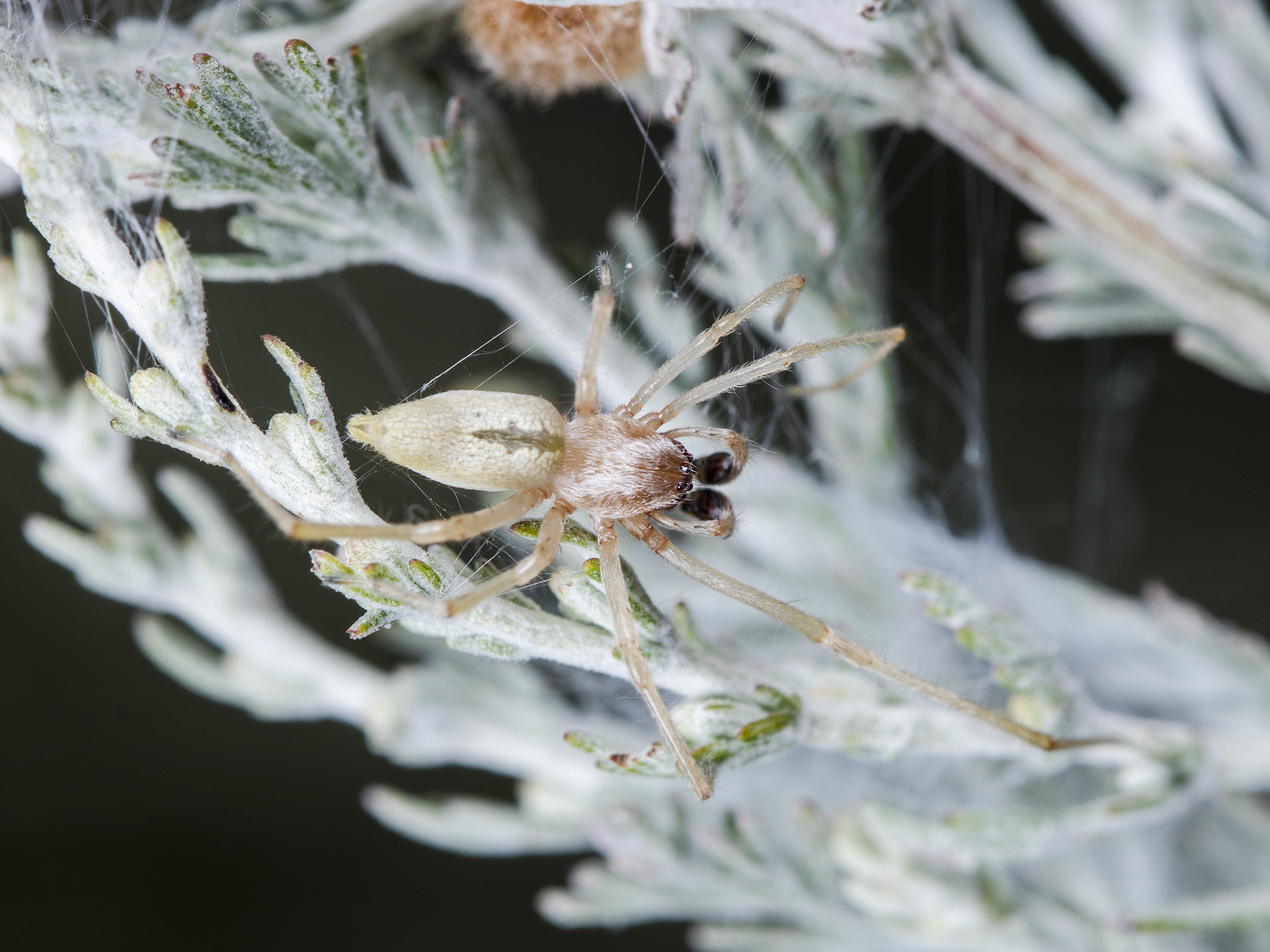
Dorsalansicht
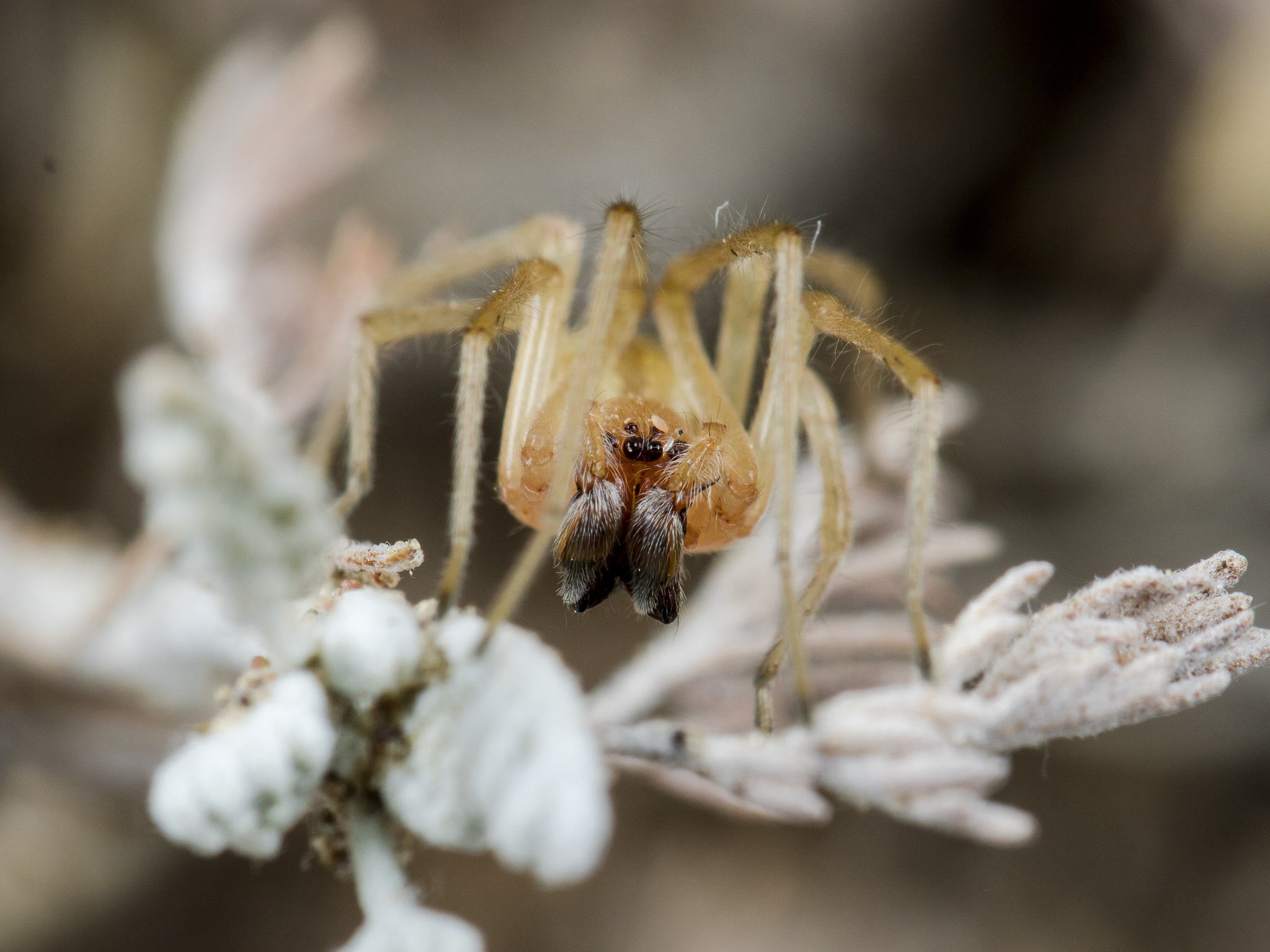
Frontalansicht
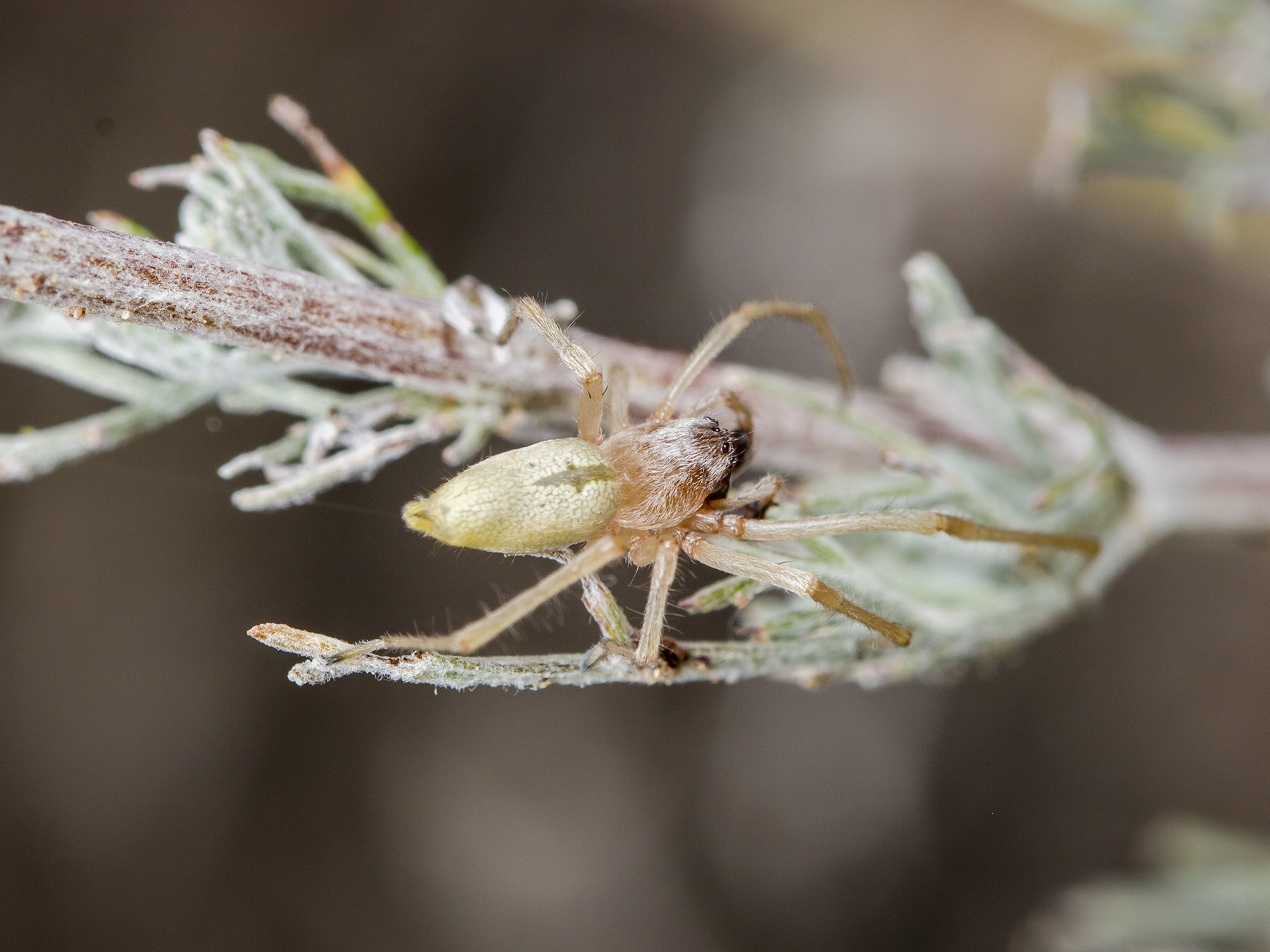
Rückansicht
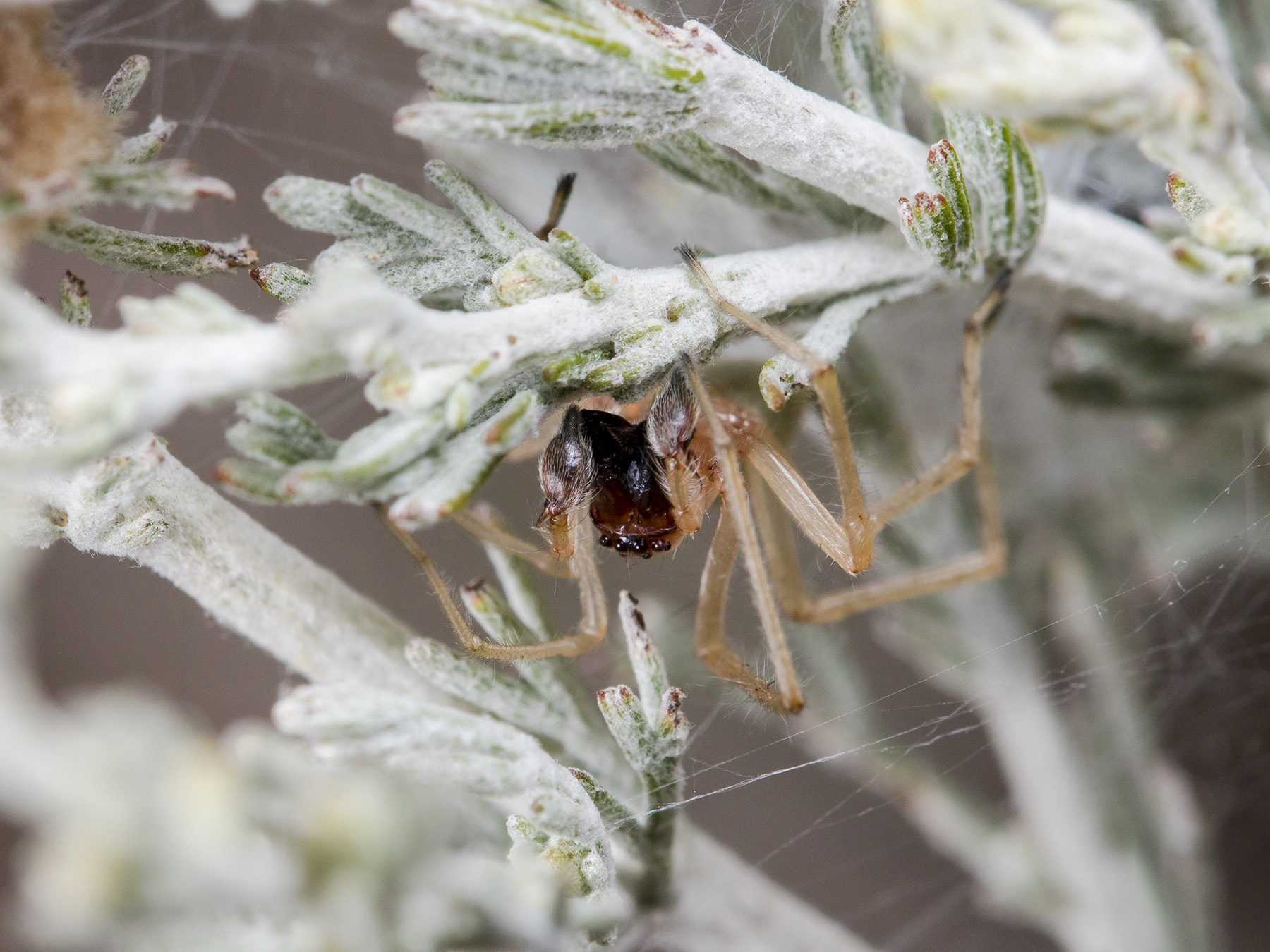
Ventralansicht
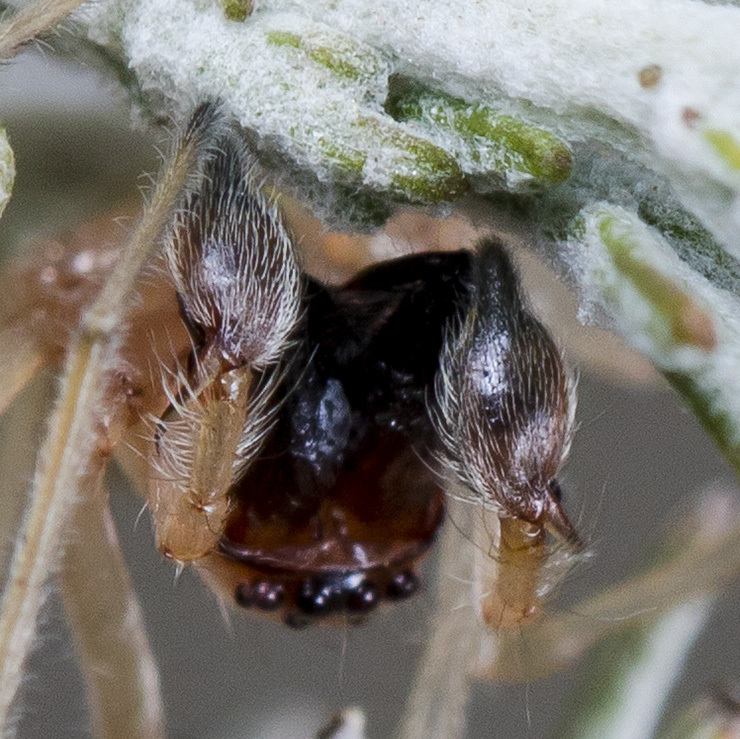
Dito, im Detail

### Genitalmorphologische Merkmale
| Bulbi | Epigyne |
|       |         |

Die Pedipalpen (umgewandelte Extremitäten im Kopfbereich) vom Männchen des Grünen Dornfingers verfügen über je eine für die Echten Dornfingern (Cheiracanthium) typische retrolaterale (hinten seitliche) Apophyse (Fortsatz), die bei dieser Art in etwa so lang wie die Breite der Tibien (Schienen) selbiger Extremitäten sind und somit vergleichsweise kurz ausfallen. Diese Apophysen sind außerdem leicht gekurvt und verfügen am Ende über ein beulenartiges Gebilde. Die Spitze des Cymbium (erstes und vorderes Sklerit bzw. Hartteil) von einem einzelnen Bulbus (männliches Geschlechtsorgan) endet spitz. Im Gegensatz zu anderen Vertretern der Gattung fehlt hier ein apikal (zur Spitze gelegener) vorspringender Eckpunkt. Der für Echte Dornfinger übliche und namensgebende Sporn des Cymbiums ist beim Heide-Dornfinger länger als die Breite der Tibien der Pedipalpen und die hakenförmige Apophyse des Tegulums (zweites und mittleres Sklerit des Bulbus) verjüngt sich leicht.
Das Atrium (innere Kammer am Eingang) der Epigyne (weibliches Geschlechtsorgan) des Grünen Dornfingers hat eine breite bogenförmige Struktur. Die Kopulationsgänge umlaufen die mit einer breiten Basis ausgestatteten Spermatheken (Samentaschen) zweimal schleifenartig sowohl ventral als auch dorsal. Zusätzlich weist der Verlauf der Gänge je eine Schleife anterior auf.

### Differenzierung vom Heidedornfinger
| Weibchen | Männchen |
|          |          |

Der Grüne Dornfinger ähnelt dem ebenfalls zu den Echten Dornfingern (Cheiracanthium) zählenden Heidedornfinger (C. erraticum), zumal insbesondere die Beine beider Arten eine fast identische Färbung aufweisen. Jedoch hat der Heidedornfinger im Gegensatz zum Grünen Dornfinger ein graubraunes Opisthosoma und ein rötliches Medianband, das wiederum beidseitig von einer blassgelben Färbung begrenzt wird. Außerdem ist der Rand des Cymbiums eines Bulbus beim Heidedornfinger deutlich hervorstehend und die Platte der Epigyne weist bei dieser Art anterior anders als bei anderen Echten Dornfingern einschließlich des Grünen Dornfingers keinerlei Vergrößerung auf.

## Vorkommen

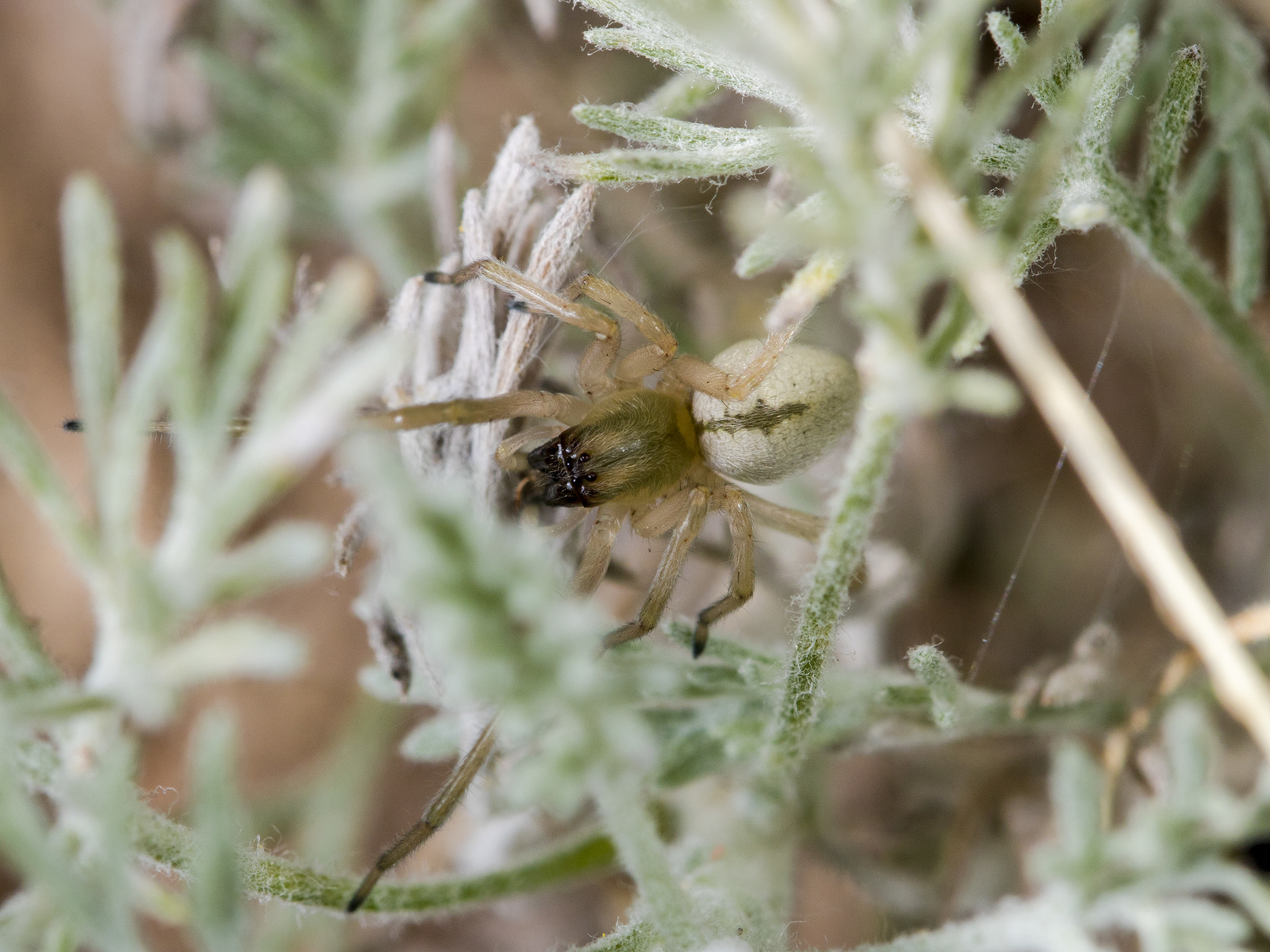
Weibchen in der Vegetation, gefunden im Gebiet Schetissu in Kasachstan.

Das Verbreitungsgebiet des Grünen Dornfingers erstreckt sich von Europa über Kaukasien, Russland (Europa bis zum Fernen Osten), den Iran und China. Auch in Europa selber ist er flächendeckend verbreitet, er fehlt in Kontinentaleuropa jedoch im nördlichen sowie dem westlichen Gebiet des europäischen Teils Russlands, Belarus, Kroatien, Bosnien und Herzegowina, dem Kosovo und dem europäischen Teil der Türkei, wobei dies hier auf das gesamte Land zutrifft. Daneben fehlt die Art in Europa auf der russischen Doppelinsel Nowaja Semlja, in Franz-Josef-Land, auf der Inselgruppe Spitzbergen, Island und mit den Balearischen Inseln, Sardinien, Korsika, Sizilien, Kreta und Zypern auch auf vielen Mittelmeerinseln.
Der Grüne Dornfinger gilt allgemein in Mittel- und Westeuropa als weitverbreitet. In Großbritannien ist die Art ebenfalls flächendeckend vertreten, wobei dort der Süden und der Westen Englands die Verbreitungsschwerpunkte der Art bilden. Auf der Insel ist die Art in Höhen von bis zu 192 Metern über dem Meeresspiegel anzutreffen.

### Habitate
Der Grüne Dornfinger ist wie für Echte Dornfinger (Cheiracanthium) üblich xerophil (trockenliebend). Dabei zeigt er eine Bevorzugung von offenen Habitaten (Lebensräumen) wie Heidelandschaften, Brachen und Dünen. Daneben kommt die Art in Pinienwäldern mit Bewuchs der Besenheide (Calluna vulgaris), mit Wacholder (Juniperus) bewachsene Flächen und Steinhaufen vor.

### Gefährdung
Die Bewertung der Bestandsgefährdung vom Grünen Dornfinger wird je nach Land unterschiedlich gewertet, er ist jedoch im Allgemeinen vergleichsweise selten. Dennoch dürfte er der häufigste auf Heideflächen und insbesondere auf jüngeren Heidekräutern vorkommende Echte Dornfinger (Cheiracanthium sp.) sein. Als mögliche Bedrohungsfaktoren der Art werden der Verlust trockener Heidelandschaften zugunsten der Landwirtschaft und der Stadtentwicklung  sowie Schäden an Sanddünen angegeben. Als Schutzmaßnahmen bieten sich demnach die Unterschutzstellung der Heidegebiete und die Reduzierung von Eingriffen durch die Landwirtschaft und Urbanisierung sowie das Bewirtschaften von Sanddünen an, um diesen eine Erholung zu ermöglichen.
In der Roten Liste gefährdeter Tiere, Pflanzen und Pilze Deutschlands von 2016 wird der Grüne Dornfinger als „ungefährdet“ gewertet. In Deutschland gilt er als häufig und seine Bestände langfristig stabil, während für kurzfristige Bewertungen Daten fehlen. Damit ist eine Verbesserung der Bestandssituation der Spinne im Vergleich zur vorherigen Version dieser Roten Liste aus 1996 vermerkbar, in der sie noch in der Kategorie 3 („gefährdet“) eingestuft wurde.
Ähnlich wie in Deutschland wird der Grüne Dornfinger in der Roten Liste Großbritanniens von 2017 beurteilt, wo er zumindest in einigen südlichen Teilen der Insel häufig ist und nach IUCN-Maßstab in der Kategorie LC („Least Concern“, bzw. nicht gefährdet) eingestuft wird. Er wird in der Roten Liste der Spinnentiere (Arachnida) Norwegens  von 2015 wie auch in der Roten Liste der Spinnen Tschechiens ebenfalls aus 2015 in derselben Kategorie erfasst.

## Lebensweise

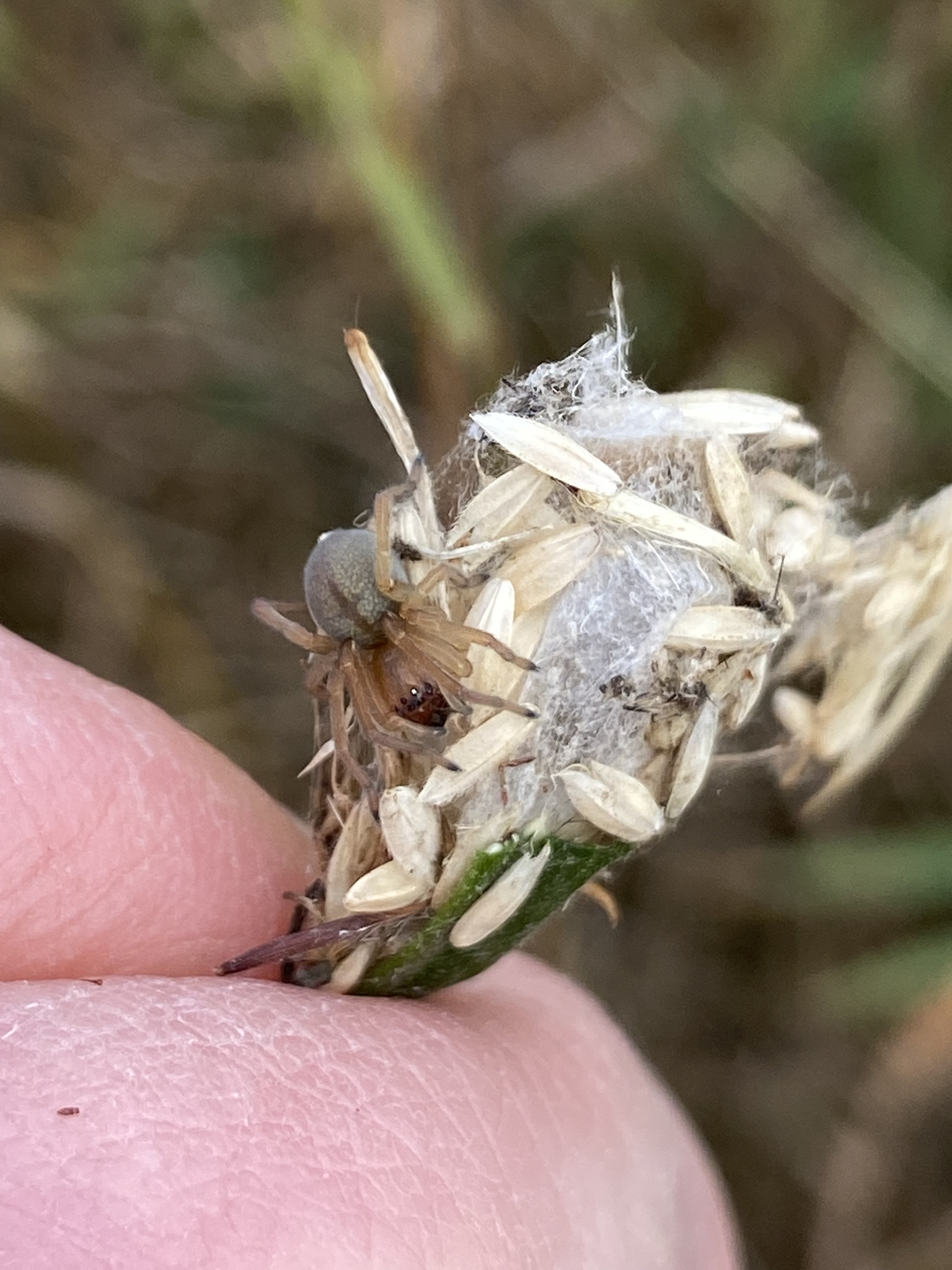
Weibchen auf seinem Wohngespinst, hier festgehalten

Der Grüne Dornfinger hält sich in seinem Lebensraum bevorzugt unter Steinen, in trockenen, sandigen oder spärlich bewachsenen Flächen oder in niedriger Vegetation, darunter Heidekräutern (Erica) auf. Er ist wie alle Dornfingerspinnen (Cheiracanthiidae) nachtaktiv und teilt ebenso mit anderen Vertretern der Familie die Eigenschaft, den Tag in einem Wohngespinst zu verbringen, der im Falle dieser Art unter Steinen angelegt wird. Ein begattetes Weibchen des Grünen Dornfingers bewacht hier auch wie andere Echte Dornfinger seinen Eikokon. Die Phänologie (Aktivitätszeit) ausgewachsener Individuen der Art beläuft sich beim Weibchen der Spinne im Zeitraum zwischen April und Oktober und beim Männchen zwischen April und Juli. Dabei ist ein Aktivitätshöhepunkt beider Geschlechter im Spätfrühling oder Frühsommer bemerkbar.

## Systematik
Die Systematik des Grünen Dornfingers war seit seiner 1833 von Carl Jakob Sundevall durchgeführten Erstbeschreibung mehrfach geändert worden. Der Artname virescens ist ein lateinisches Wort und bedeutet übersetzt „vergrünend“. Er deutet somit auf die teils grünliche Färbung der Art, die jedoch nicht immer ausgeprägt ist.

### Beschreibungsgeschichte
Sundevall ordnete den Grünen Dornfinger unter der Bezeichnung Clubiona virescens anfangs der Gattung der Echten Sackspinnen (Clubiona) innerhalb der Familie der Trichterspinnen (Agelenidae) zu. Eugène Simon änderte die Zugehörigkeit der Art zur Gattung der Echten Dornfinger (Cheiracanthium), damals noch unter der Bezeichnung Cheiracanthium candidum. Danach erhielt die Art von verschiedenen Autoren unterschiedliche Bezeichnungen. Die heute gängige Bezeichnung C. virescens fand ebenfalls 1918 seitens Simon Verwendung und ist seit einer weiteren Revision 1951 durch George Hazelwood Locket und Alfred Frank Millidge der durchgehend genutzte wissenschaftliche Name für die Spinne.

### Äußere Systematik
Bei einer 2021 von Rainer Breitling getätigten phylogenetischen (die Abstammung betreffende) Untersuchung der auf den Britischen Inseln vorkommenden Spinnenarten einschließlich des Grünen Dornfingers war es möglich, zumindest das verwandtschaftliche Verhältnis von diesem und den beiden anderen dort vorkommenden Echten Dornfingern (Cheiracanthium), dem Heide- (C. erraticum) und Pennys Dornfinger (C. pennyi) zu ermitteln. Dabei erwies sich der Heidedornfinger als Schwesterart des Grünen Dornfingers. Das Verhältnis des Grünen Dornfingers innerhalb der von Breitling aufgestellten Artengruppen wird in folgendem Kladogramm verdeutlicht:
|  | Pennys Dornfinger (C. pennyi)                                                        |
|  |                                                                                      |
|  | \| \| Heidedornfinger (C. erraticum) \| \| \| \| \| \| Grüner Dornfinger \| \| \| \| |
|  |                                                                                      |
|  | Heidedornfinger (C. erraticum)                                                       |
|  |                                                                                      |
|  | Grüner Dornfinger                                                                    |
|  |                                                                                      |

|  | Heidedornfinger (C. erraticum) |
|  |                                |
|  | Grüner Dornfinger              |
|  |                                |